# Cuéntame tus sueños
Cuéntame tus sueños (en inglés Tell Me Your Dreams) es una novela del estadounidense Sidney Sheldon, escrita en 1998. 

## Sinopsis
Ashley Patterson es joven y hermosa y vive en una tranquila ciudad de California. Pero ocurren escalofriantes homicidios con el mismo modus operandi en distintas partes del país. Ashley se encuentra acusada de esos asesinatos al relacionarse sólo con uno. David Singer, un abogado estadounidense, se ocupará de la defensa de Ashley Patterson en el juicio oral que se llevará a cabo en su contra. Con todo en contra, David se halla desesperado por ver el fin de su carrera tan cerca. Pero contrata los servicios del doctor Salem, para que hipnotice a la joven. Singer se queda impresionado al descubrir que su cliente padece un extraño trastorno mental, y deberá pelear duramente para convencer al jurado de que ella es inocente por trastorno mental.